# Arboreto Ellerhoop-Thiensen

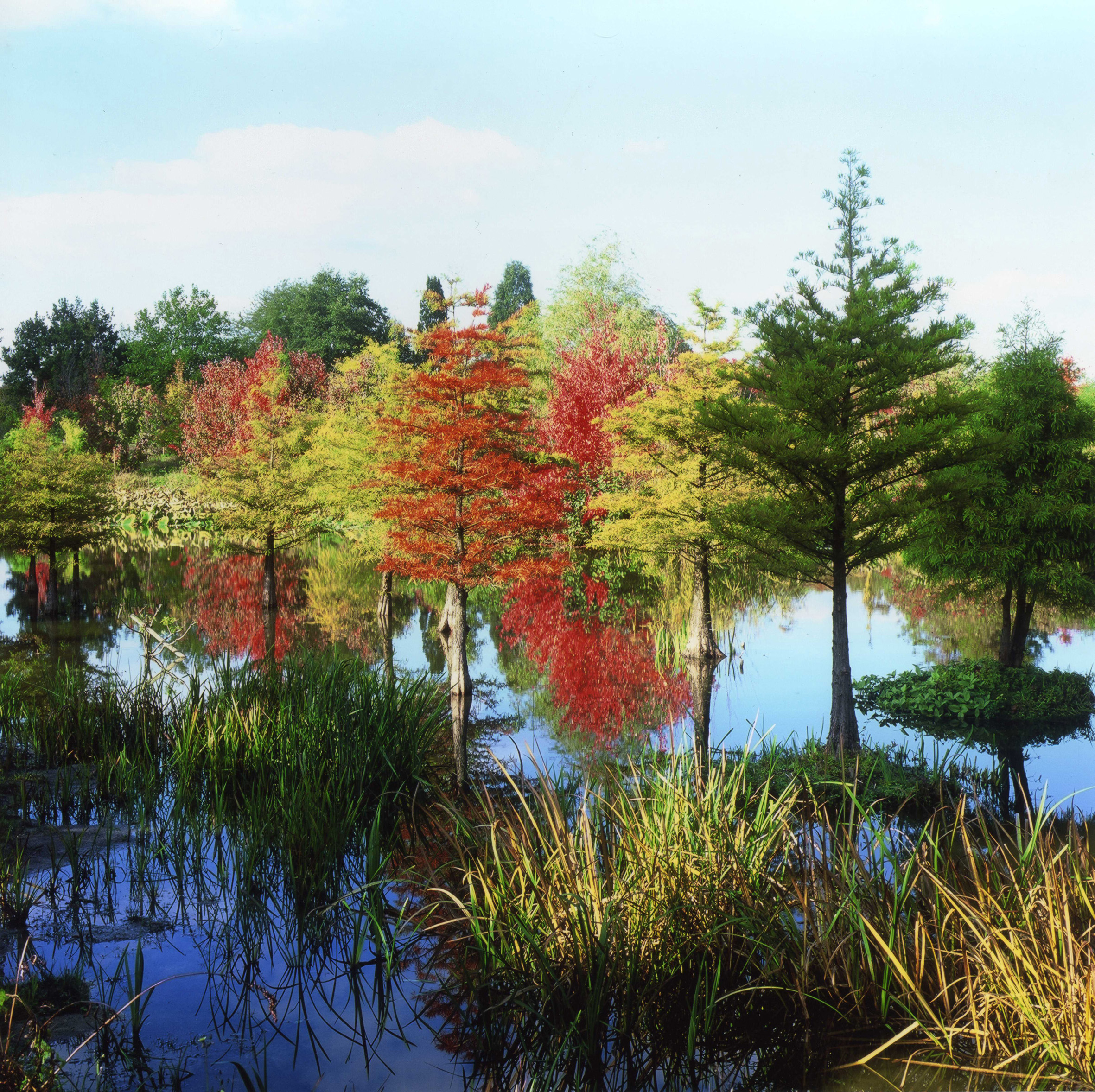
Bosque de humedal en el Arboreto Ellerhoop-Thiensen.

El Arboretum Ellerhoop-Thiensen es un jardín botánico y arboreto de 17 hectáreas de extensión, de las cuales unas 7.5 hectáreas son las que están abiertas al público. 

## Localización
Se encuentra ubicado en Thiensen 4, Ellerhoop, Schleswig-Holstein, Deutschland-Alemania.53°43′01.99″N 9°46′36.81″E / 53.7172194, 9.7768917
Se encuentra abierto al público todos los días de la semana; se cobra una tarifa de entrada.

## Historia
El arboreto tiene su fecha de inicio en 1943 cuando "Timm & Co." formó un vivero en el sitio. 
En 1956 su último dueño, Erich Frahm, estableció un arboreto de 3.5 hectáreas, en cooperación con el dendrólogo Dr. Gerd Krüssman. 
En el año 1980 el sitio fue adquirido por el estado, junto con 10 hectáreas añadidas para su extensión, e incluyendo un grupo de apoyo de la universidad de Hamburgo, al plan de futuro del jardín botánico. 
En 1989 se creó la asociación sin ánimo de lucro Arboretum Förderkreis Baumbark Ellerhoop-Thiensen eV para apoyar al arboreto, y en 1996 la responsabilidad administrativa le fue concedida a esta organización. 

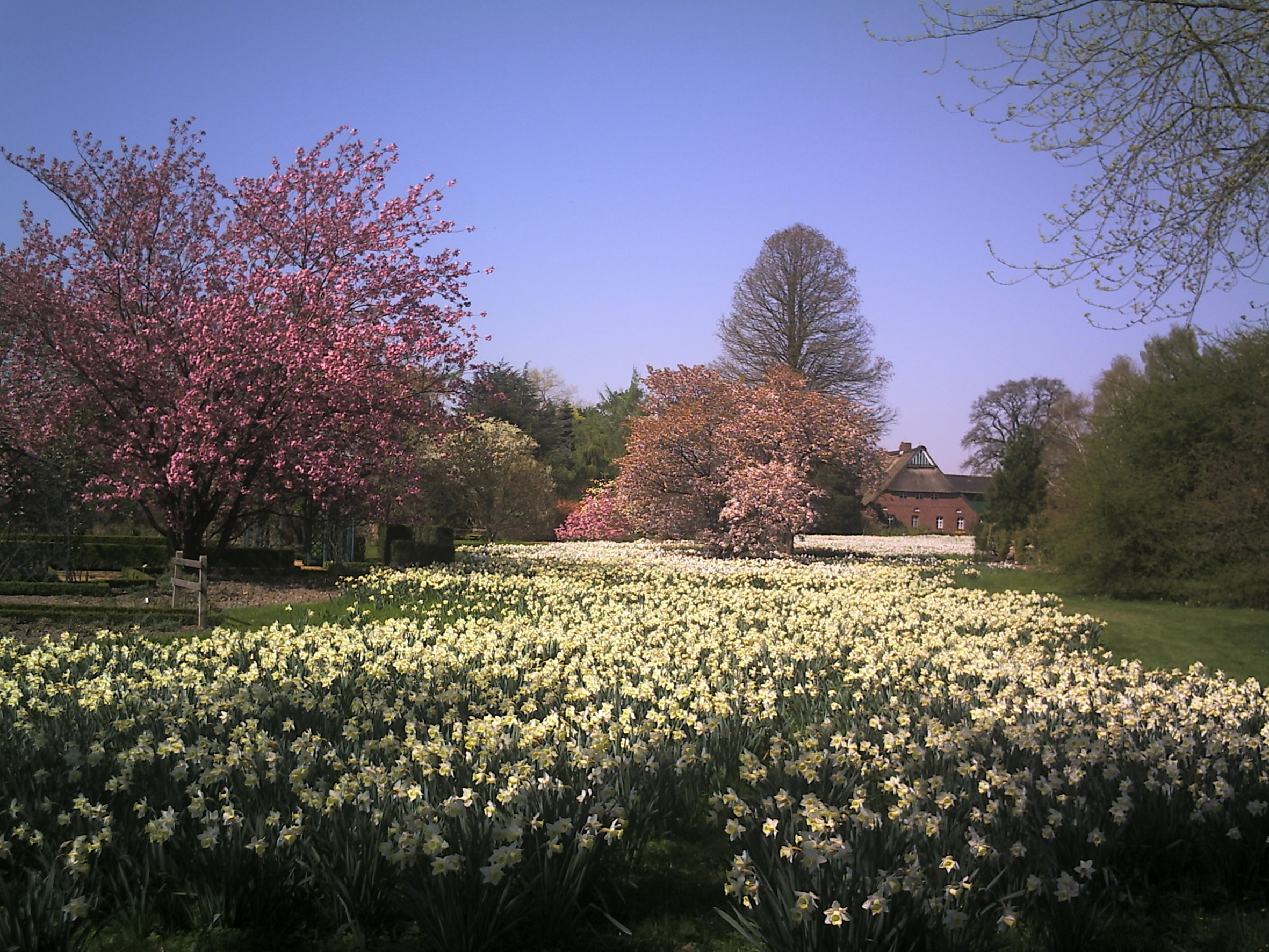
Arboretum Ellerhoop-Thiensen.

## Colecciones
Actualmente entre los servicios que presta el arboreto se encuentra el de ayudar a enseñar la biología práctica y teórica, incluyendo el entrenamiento en horticultura y la investigación botánica académica. Sus áreas incluyen:
- El desarrollo de la historia de los árboles durante el periodo  Carbonífero,
- Una reproducción de un dinosaurio herbívoro procedente del periodo Triásico,
- Un bosque de ciprés de los pantanos del periodo  Terciario,
- Un área de cultivos con granos tradicionales de la herencia,
- Otras colecciones como la de plantas carnívoras.

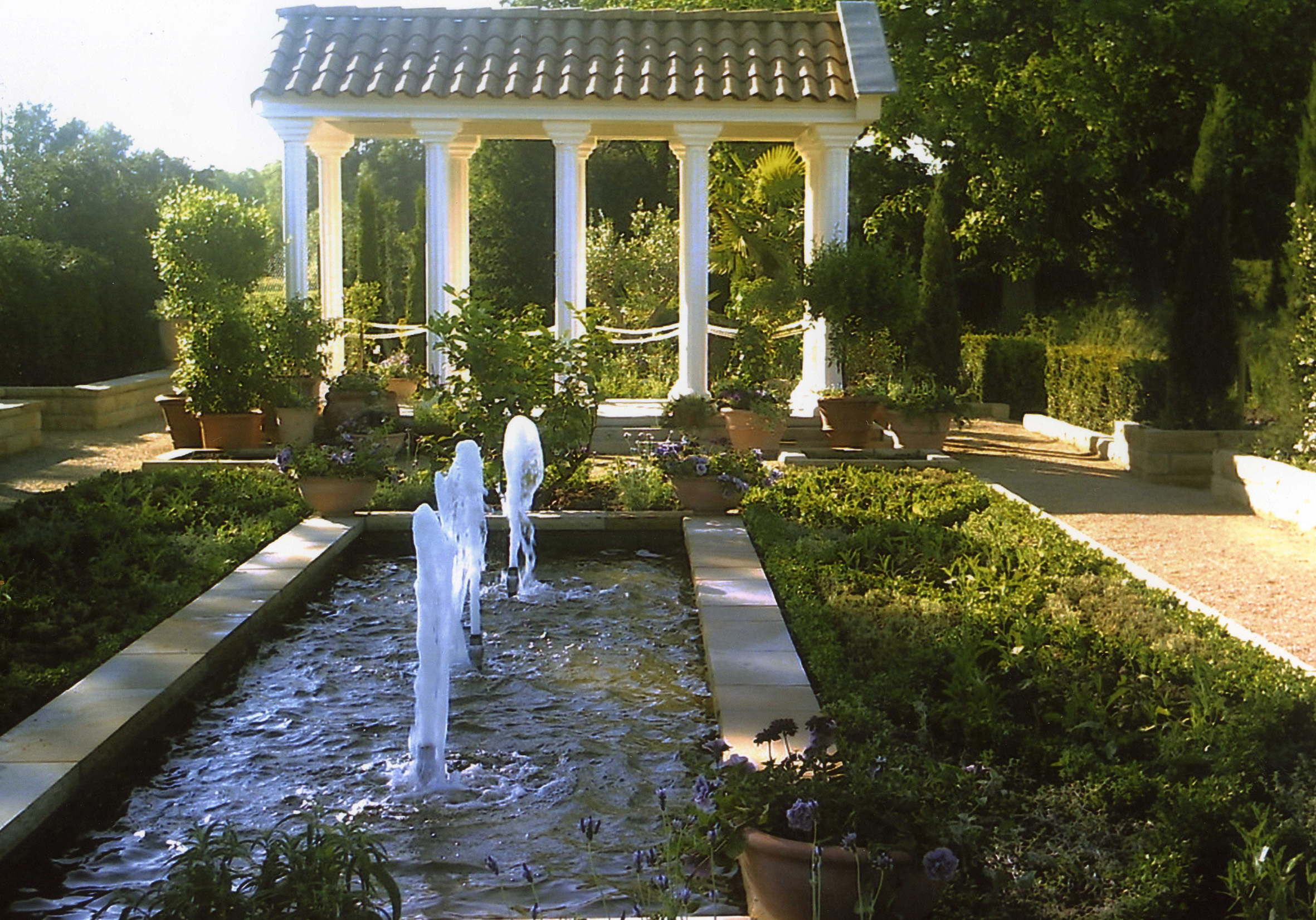
Jardín italiano.

Uno de los objetivos de investigación del arboreto son los géneros Prunus, Malus, e Hydrangea. Entre los especímenes de árboles se incluyen Acer rubrum, Aronia arbutifolia, Cephalanthus occidentalis, Chamaecyparis thyoides, Ilex glabra, Magnolia virginiana, y Taxodium distichum. También incluye varias especies de bambú (Phyllostachys, Fargesia, Pseudosasa, and Sasa), además de Alnus glutinosa 'Imperialis', varias especies de Salix, y variedades de Miscanthus.
Un foco secundario de investigación es el cultivo y selección de peonías leñosas arbóreas tal como la "peonía de las rocas" (Paeonia rockii). En los últimos años el arboreto ha reunido la mayor colección de peonías arbóreas de Alemania, con un total de 245 taxones.

## Galería de imágenes

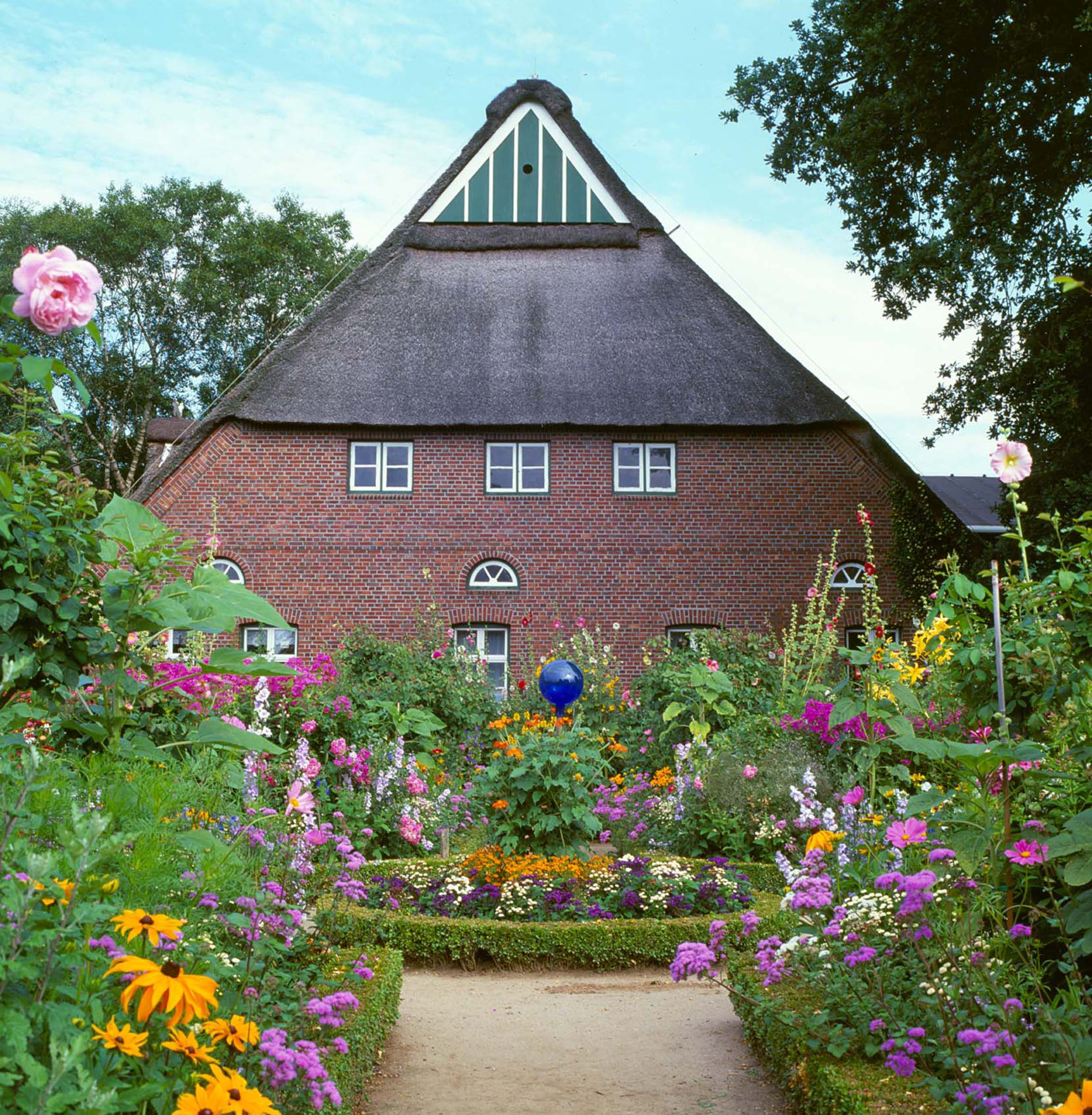
Casa histórica del Arboretum Ellerhoop
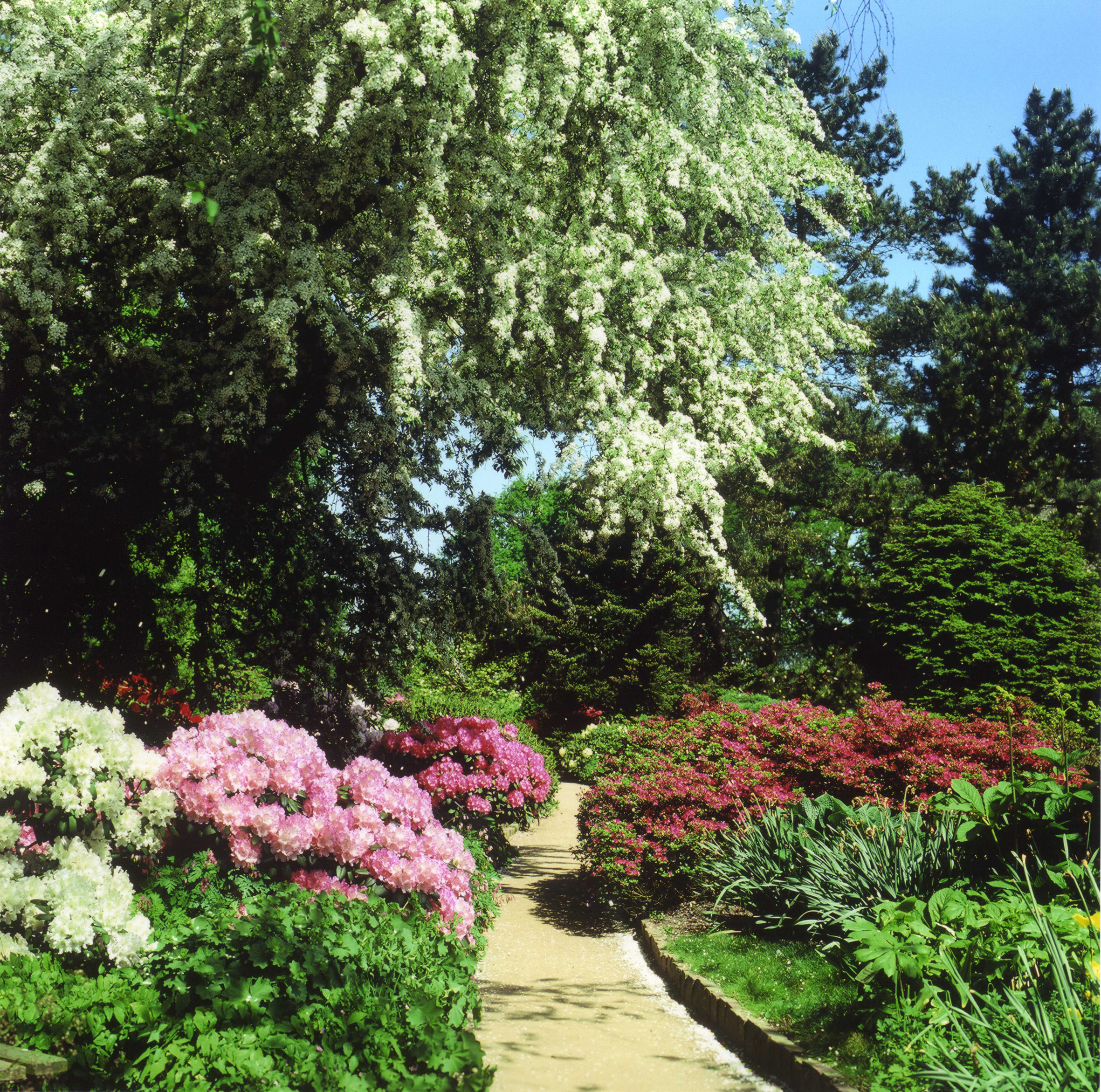
Senda de los Rhododendron en el Arboretum Ellerhoop
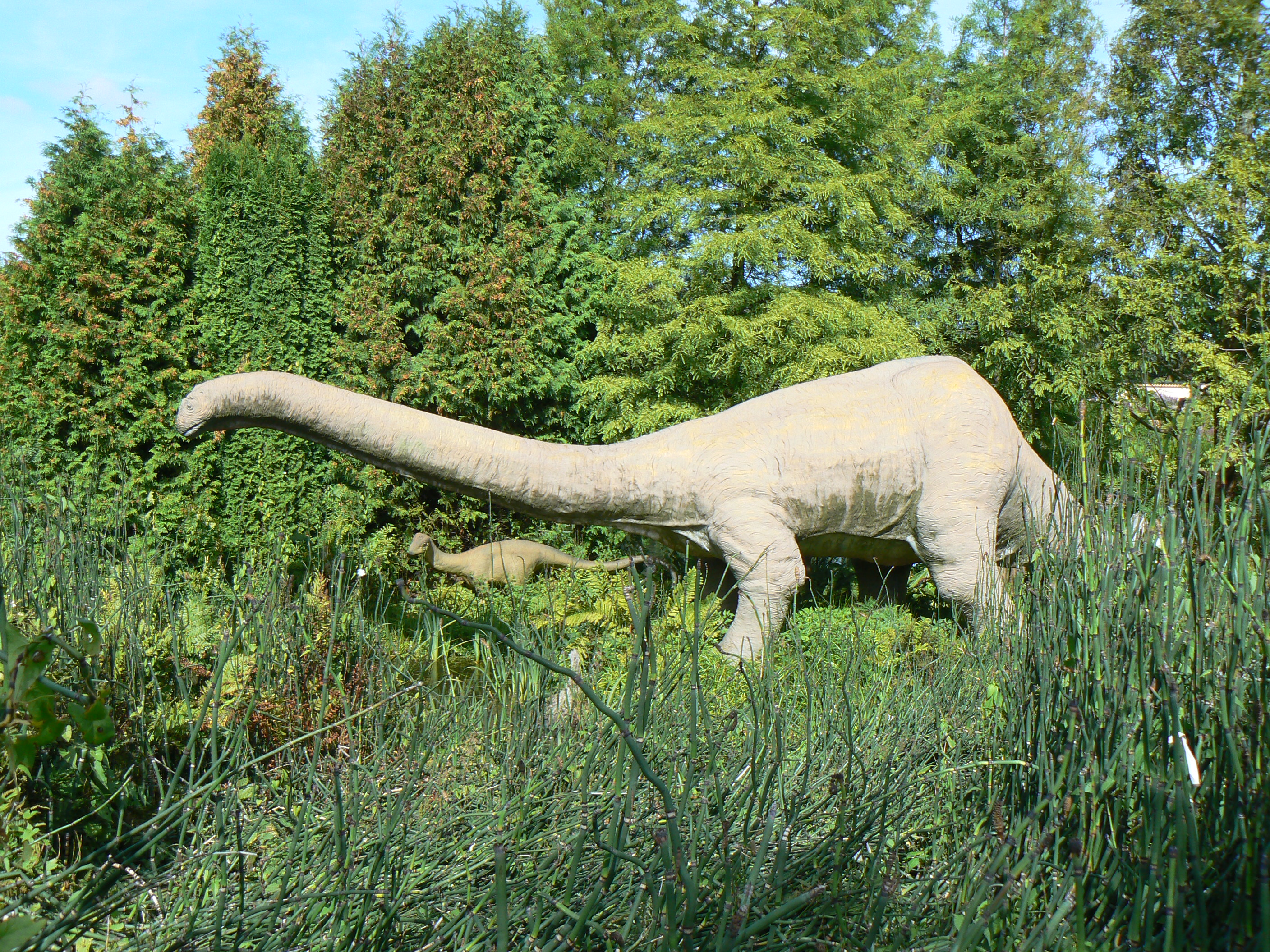
Modelo de un Apatosaurus en el Arboretum Ellerhoop
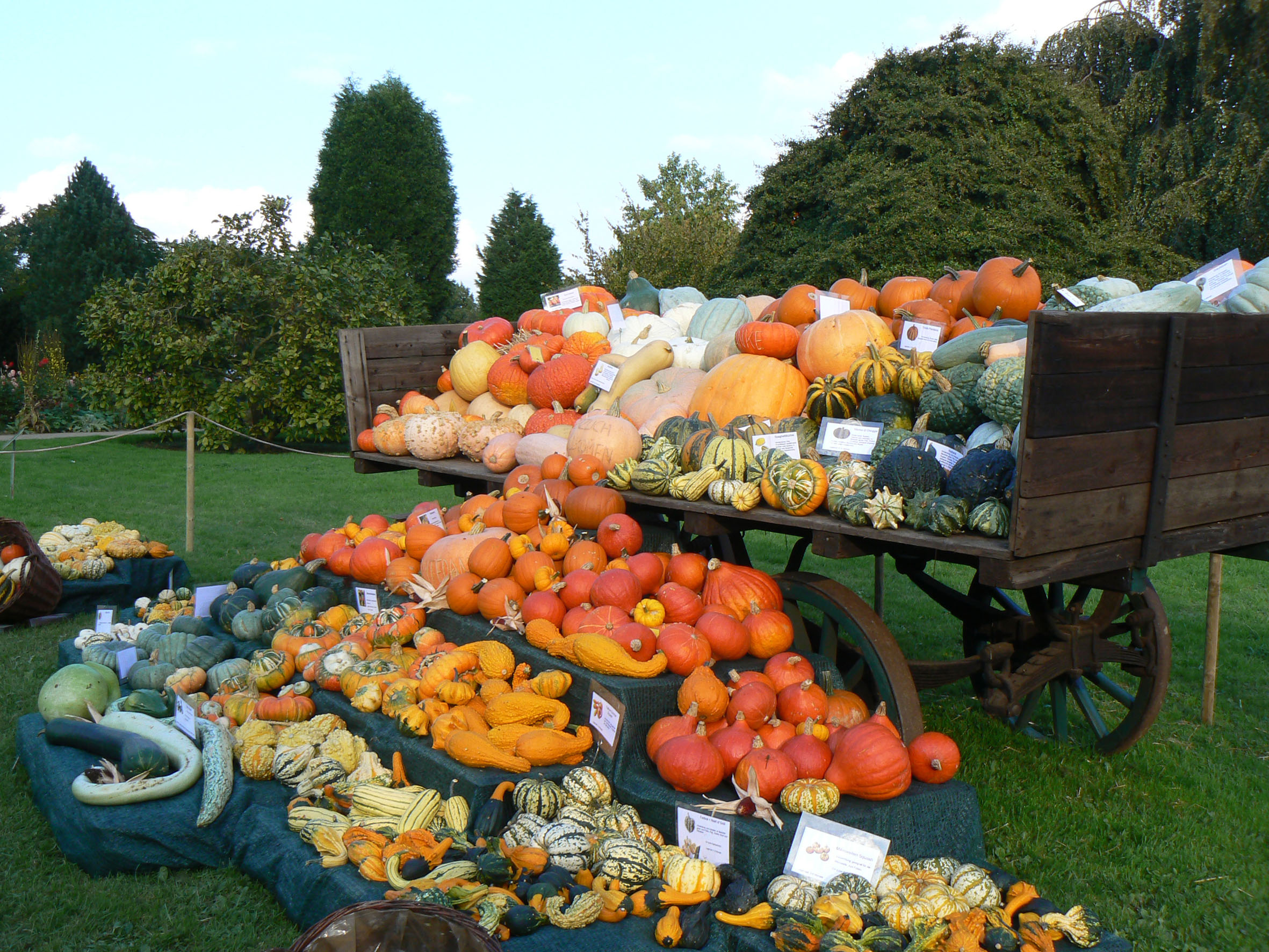
Exhibición en otoño de los frutos de varias especies y variedades de calabazas